# Ивановка (приток Дудергофского канала)
Ива́новка — река на границе Сосновой Поляны и Лигово в Красносельском районе Санкт-Петербурга. Впадает в Дудергофский канал.

## История
Река получила нынешнее название в XIX веке по деревне Ивановская. На правом берегу реки от современной улицы Добровольцев располагалась немецкая колония Соломенка. Колонисты занимались молочным животноводством и дачным промыслом, ими было основано старинное лютеранское Буксгевденское кладбище, остатки которого сохраняются и по сей день. При некрополе также существовала и часовня, примерно в 1950-х годах разобранная из-за ветхости.
На левом берегу, южнее проспекта Ветеранов, находятся два полуразрушенных бетонных немецких тобрука, оставшихся со времён Великой Отечественной войны.
В 1984 году силами треста «Ленмостострой» сооружён коллектор по отводу воды реки Ивановки в Дудергофский канал.

## Географические сведения
Сегодня (после проведенной в советское время мелиорации) видимая часть реки начинается из болот в районе гаражного кооператива «Дружба» южнее Балтийской линии железной дороги. Далее она течёт в зелёной зоне между улицами Здоровцева и Добровольцев до улицы Чекистов в катетаре. Между улицей Чекистов и Дудергофским каналом поверхностная часть отсутствует. Длина — 4,3 км[уточнить] по данным Региональной геоинформационной системы 2780 м, ширина 2—6 м.